# カール＝オンチェス (小惑星)
カール＝オンチェス (2125 Karl-Ontjes) は、小惑星帯の小惑星のひとつ。パロマー天文台のトム・ゲーレルスとライデン天文台のファン・ハウテン夫妻が発見した。
ドイツの物理学者カール＝オンチェス・グローネフェルトに因んで名付けられた。